# Ergys Kaçe
Ergys Kaçe, né le 8 juillet 1993 à Korçë en Albanie, est un footballeur international albanais. Il évolue au poste de milieu défensif.

## Biographie

### Carrière en équipe nationale
Ergys Kaçe joue son premier match en équipe nationale le 7 juin 2013 lors d'un match des éliminatoires de la Coupe du monde 2014 contre la Norvège (1-1). Lors de sa deuxième sélection le 14 août 2013, il marque son premier but en sélection lors d'un match amical contre l'Arménie (victoire 2-0). 
Il a contribué avec un coup franc à battre l'équipe de France (1-0) le 13 juin 2015. 
Au total, il compte 25 sélections officielles et 2 buts en équipe d'Albanie depuis 2013. 

## Palmarès

### En club
PAOK Salonique
- Coupe de Grèce : 2017
- Championnat de Grèce : Vice-champion : 2017

### Distinctions personnelles
- Meilleur espoir du Championnat de Grèce en 2013

## Statistiques

### Statistiques en club
| Saison                | Club                  | Championnat           | Championnat | Championnat | Coupe(s) nationale(s) | Coupe(s) nationale(s) | Compétition(s) continentale(s) | Compétition(s) continentale(s) | Compétition(s) continentale(s) | Albanie | Albanie | Total | Total |
| Saison                | Club                  | Division              | M.          | B.          | M.                    | B.                    | Comp.                          | M.                             | B.                             | M.      | B.      | M.    | B.    |
| 2010 - 2011           | PAOK Salonique        | Superleague           | 1           | 0           | -                     | -                     | -                              | -                              | -                              | -       | -       | 1     | 0     |
| 2011 - 2012           | Anagennisi Epanomi    | Bêta Ethnikí          | 19          | 1           | -                     | -                     | -                              | -                              | -                              | -       | -       | 19    | 1     |
| 2012 - 2013           | PAOK Salonique        | Superleague           | 31          | 1           | 6                     | 0                     | C3                             | 4                              | 0                              | 1       | 0       | 42    | 1     |
| 2013 - 2014           | PAOK Salonique        | Superleague           | 19          | 1           | 7                     | 0                     | C1+C3                          | 2+2                            | 0+0                            | 9       | 1       | 39    | 2     |
| 2014 - 2015           | PAOK Salonique        | Superleague           | 30          | 4           | 2                     | 0                     | C3                             | 7                              | 0                              | 2       | 1       | 41    | 5     |
| Total sur la carrière | Total sur la carrière | Total sur la carrière | 100         | 7           | 15                    | 0                     | -                              | 15                             | 0                              | 12      | 2       | 142   | 9     |

### Buts internationaux
| 0   | Date         | Lieu                               | Compétition  | Résultat | Adversaire | Détail | Détail            | Détail | Sél. |
| --- | ------------ | ---------------------------------- | ------------ | -------- | ---------- | ------ | ----------------- | ------ | ---- |
| 1er | 14 août 2013 | Stade Qemal-Stafa, Tirana, Albanie | Match amical | V 2-0    | Arménie    | 67e    | du pied droit     | 2-0    | 2e   |
| 2e  | 13 juin 2015 | Elbasan Arena, Elbasan, Albanie    | Match amical | V 1-0    | France     | 43e    | c.f du pied droit | 1-0    | 12e  |